# Gyraulus egirdirensis
Gyraulus egirdirensis is een slakkensoort uit de familie van de Planorbidae. De wetenschappelijke naam van de soort is voor het eerst geldig gepubliceerd in 2013 door Glöer & Girod.